# Avfettning
Avfettning är avlägsnande av fett, exempelvis från ytan på ett arbetsstycke av metall. Om det finns mycket fett (vanligen olja) kan man börja med att torka bort det, men för att få bort allt fett används vanligen organiska lösningsmedel som aceton, lacknafta, trikloretylen och perkloretylen. Även tvättmedel lösta i varmvatten kan användas, och blandningen sprutas då på ytan med högt tryck, och ibland med ytterligare mekanisk bearbetning (skrubbning). 
Vid emulsionsavfettning används en blandning bestående av en fettlösande vätska, ett vätmedel (som får fettet att bilda små droppar) och vatten. Blandningen kan sprutas på ytan, eller man kan stoppa ner hela arbetsstycket i blandningen. Efter 10 – 20 minuter spolas vätskan bort med vatten eller ånga.
Ångavfettning innebär att vattenånga med tillsats av tvättmedel sprutas på ytan som ska rengöras. Ångavfettning används ofta för rengöring av bilkarosser, järnvägsvagnar och liknande stora objekt. 